# Vésztő
Vésztő é uma cidade da Hungria, situada no condado de Békés. Tem 125,7 km² de área e sua população em 2019 foi estimada em 6.855 habitantes.